# Anders Beer Wilse

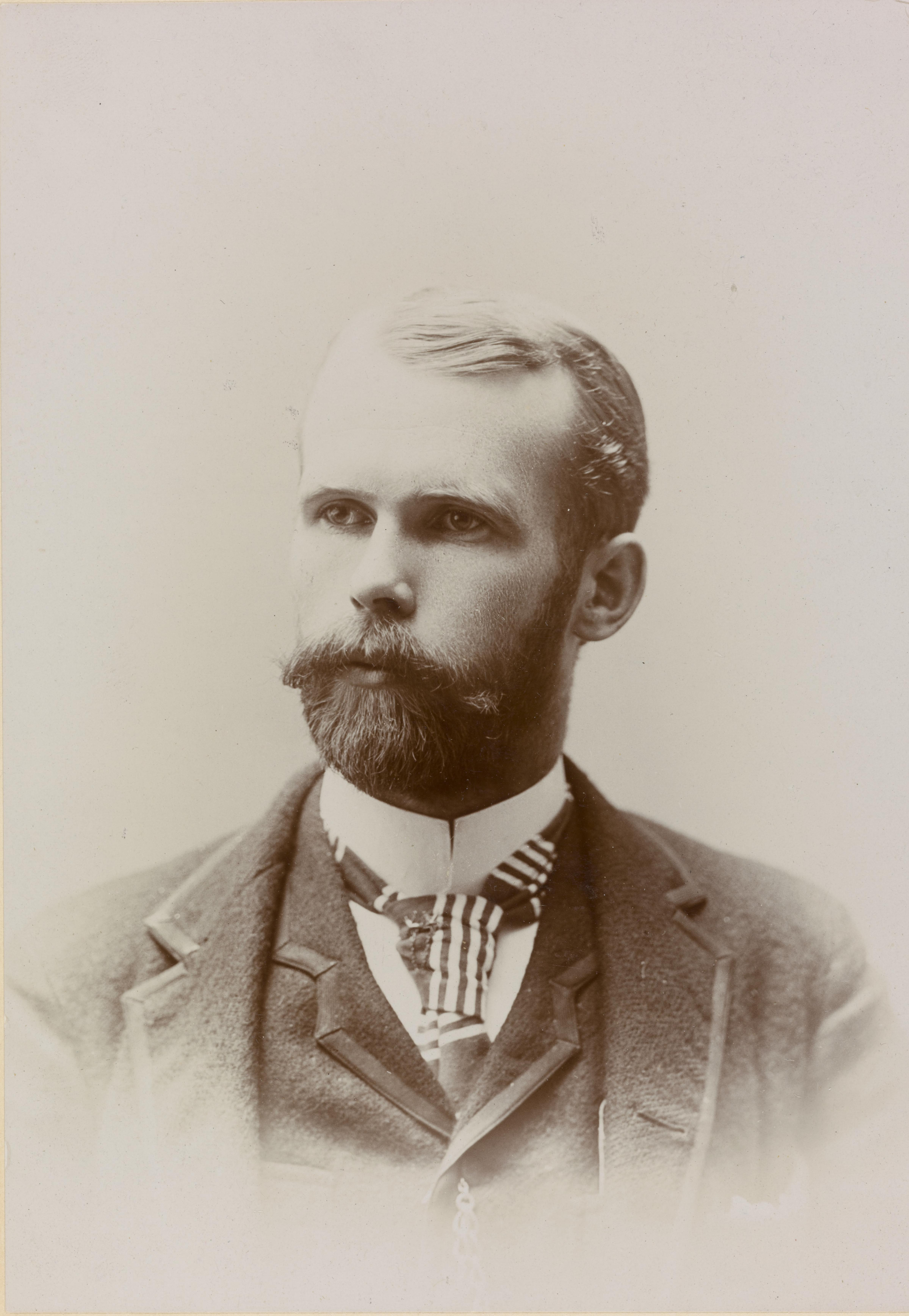
Anders Beer Wilse (um 1892)

Anders Beer Wilse (* 12. Juni 1865 in Flekkefjord; † 21. Februar 1949 in Oslo) war einer der einflussreichsten Fotografen Norwegens.

## Leben
Der Sohn des Ingenieurs Lauritz Marius Wilse und dessen Frau Karoline Dorothea Beer wuchs in Kragerø auf, fuhr bereits im Alter von 13 Jahren zur See und beendete 1882 eine Ingenieursausbildung an der Teknisk Skole (Technischen Schule) in Horten. 1884 emigrierte er in die USA, wo er zunächst keine Arbeit fand. Der staatliche United States Geological Survey beschäftigte ihn schließlich als Kartograph. Diese Arbeit machte viele Reisen vor allem durch den Nordwesten der USA erforderlich. Eine der Aufgaben Wilses bestand darin, Fotografien des zu vermessenden Geländes anzufertigen; auf diese Weise kam er mit dem noch jungen Medium erstmals in Berührung. 1888 überlebte Wilse den Untergang des dänischen Passagierschiffs Geiser, das nach einer Kollision im Nordatlantik sank. Er war auf dem Weg von New York nach Kopenhagen, um in seiner Heimat den Winter zu verbringen.
Schon 1886 hatte Wilse seine erste Kamera erstanden. Ab 1897 betrieb er ein Fotostudio in Seattle, mit dem er schnell Erfolg hatte. Auf Wunsch seiner Familie übersiedelte er dennoch 1900 wieder nach Norwegen, wo er ein Jahr später in Kristiania, heute Oslo, sein eigenes Geschäft eröffnete. Er entwickelte sich schnell zum führenden norwegischen Landschaftsfotografen. Parallel arbeitete er zeitweise als Korrespondent der Zeitung Aftenposten im weit entfernten Svalbard, das damals touristisch noch nicht erschlossen war. Auch sonst durchkämmte Wilse mit seiner zehn Kilogramm schweren Kamera teilweise kaum erreichbares Gelände und sorgte mit seinen Fotografien aus allen Landesteilen für eine Dokumentation norwegischer Städte und Landschaften. Daneben fotografierte er Menschen, vornehmlich in Arbeitsprozessen, so etwa die Fischer der Lofoten vor der Einführung der Motorboote. Auch die berühmtesten Kulturpersönlichkeiten seiner Zeit porträtierte er. In Oslo wurde das 1899 gegründete Nationaltheatret ein Lieblingsmotiv des Fotografen. Neben Außenaufnahmen sind ihm viele Szenenbilder von großem theaterhistorischen Wert zu verdanken.
Noch zu Lebzeiten Wilses übernahm dessen Sohn und langjähriger Kompagnon Robert Charles das Geschäft und betrieb es bis 1958. Nach Wilses Tod erwarb das Norsk Folkemuseum nicht weniger als 112.000 Negative des Pioniers. Seine Osloer Aufnahmen sammelt und bewahrt das Oslo Bymuseum (Stadtmuseum von Oslo), während etwa 1000 Porträts Wilses heute zur Sammlung der Nasjonalbiblioteket gehören. Sein umfassendes Archiv ermöglicht einen einzigartigen Einblick in die Veränderungen der norwegischen Gesellschaft um und seit 1900.
Wilse wurde mehrfach ausgezeichnet, so etwa mit der Königlichen Verdienstmedaille in Gold und dem Goldenen Knopf des Norwegischen Touristenverbandes. Ab 1937 war er Ehrenmitglied des Norwegischen Fotografenverbandes.